# Kelvin Yondan
Kelvin Yondan (sinh ngày 9 tháng 10 năm 1984) là một cầu thủ bóng đá người Tanzania thi đấu ở vị trí phòng ngự. Hiện tại anh thi đấu cho Young Africans SC.
Yondan cũng là thành viên của Đội tuyển bóng đá quốc gia Tanzania.